# Akiko
Pour les articles homonymes, voir Akiko (homonymie).
Akiko était le label shōjo manga de l'éditeur de bande dessinée SEEBD. Plus rien n'a été publié sous ce label depuis mi-2008.

## Mangas édités
- Amakusa 1637 (12 tomes, publication terminée)
- Forbidden Love (12 tomes sur 15, publication interrompue)
- Hinagiku (2 tomes sur 3, publication interrompue)
- L'Amant de la nuit - la rencontre (1 tome, publication terminée)
- L'Amour à tout prix (8 tomes, publication termimée)
- Le chemin vers après-demain (2 tomes sur 5, publication interrompue)
- Le gardien de ma paix  (1 tome, publication terminée)
- Love Celeb (3 tomes sur 7, publication interrompue)
- Moi et mon ange gardien (4 tomes sur 10, publication interrompue)
- Mon mec à moi (1 tome, publication terminée)
- Petite Hound (1 tome sur 7, publication interrompue)
- Royal 17 (3 tomes, publication terminée)